# Bravely Default
Bravely Default, conegut al Japó com Bravely Default: Flying Fairy, és un videojoc desenvolupat per Silicon Studio per a la consola portàtil Nintendo 3DS. Bravely Default es va llançar originalment el 2012, i es va rellançar amb una edició ampliada titulada For The Sequel el 2013 al Japó, Europa i Austràlia, i el 2014 a Amèrica del Nord. Square Enix va publicar el joc al Japó, amb Nintendo posseint els drets de distribució a l'estranger. El joc utilitza un sistema de batalla basat en classes basat per torns El joc incorpora opcions per combinar habilitats de cada classe, i per ajustar la velocitat de batalla i la quantitat d'encontres aleatoris.
Bravely Default s'estableix al món fictici de Luxendarc, que es manté equilibrat per quatre cristalls elementals protegits per la Crystal Orthodoxy, un grup religiós amb influència arreu del món. Agnès Oblige, vestal del Cristall del Vent, es veu obligada a iniciar un viatge per despertar els cristalls després de ser consumits per la foscor. Aliant-se amb Tiz Arrior, l'únic supervivent de Norende, Ringabel un desertor d'Eternia amnèsic, i Edea Lee, Agnès es proposa despertar els cristalls i enfrontar-se al mal responsable dels esdeveniments.
Començant el desenvolupament com una seqüela de rol d'acció per a Final Fantasy: The 4 Heroes of Light, va conservar elements de la sèrie Final Fantasy mentre mantenia una història i elements de jugabilitat propis. El productor de The 4 Heroes of Light, Tomoya Asano, va produir Bravely Default. L'autor de la història va ser Naotaka Hayashi, originari de l'empresa de videojocs 5pb. Els dissenys de personatges van ser manejats per diversos artistes, incloent el director d'art Akihiko Yoshida i Atsushi Ōkubo. El joc va ser influenciat pels videojocs i sèries de televisió occidentals, i alguns elements individuals es van inspirar en la sèrie Dragon Quest i Higurashi no naku koro ni. La música, composta per Revo del grup Sound Horizon, tenia la intenció d'evocar els sentiments de sèries clàssiques com Dragon Quest i SaGa.
Bravely Default es va anunciar per primera vegada al setembre de 2011 com a part de la línia de Nintendo 2012. Abans del llançament, es van desenvolupar diverses demos i l'equip va ajustar el joc utilitzant els comentaris dels jugadors. For the Sequel va ser la versió escollida per al llançament a l'estranger, i es va localitzar sense subtítols. Tant al Japó com a l'estranger, Bravely Default es va aconseguir fortes vendes i el reconeixement de la crítica. Un elogi comú va ser la barreja de mecanismes tradicionals i nous elements de jugabilitat, juntament amb la seva història, gràfics i música. Els principals punts de crítica van ser les seves repetitives etapes al final del joc i elements de la seva jugabilitat i àudio. Bravely Default va generar múltiples productes a altres mitjans i spin-offs. Una continuació directa, Bravely Second: End Layer, es va estrenar el 2015 al Japó i el 2016 a l'estranger.

## Rebuda
La història es va topar amb comentaris positius. Famitsu va valorar molt positivament la història, tot i que els revisors no van entrar en detalls. Edge Magazine va anomenar la narració "rica i detallada", gaudint dels girs sobre el gènere i els elements narratius més foscos tot i que l'experiència es va veure soscavada per la poca qualitat de l'escriptura. Andrew Fitch, de Electronic Gaming Monthly, va trobar la història i els personatges divertits i, en alguns casos, "estel·lars", mentre que Ben Moore de GameTrailers va notar l'aversió de la història a arriscar-se tot i els girs interessants. Jeff Marchiafava, de Game Informer, va trobar que la història i els personatges del joc eren "plens de tòpics", i va dir del diàleg que era "massa carregat" tot i que el final del joc millorava en ambdós aspectes. Simon Parkin, escrivint per a Eurogamer, va trobar que la història era menys "inusual" que altres aspectes, però va elogiar la seva voluntat d'enviar-se i de gaudir de la subtil subversió de tropes de gènere de Hayashi.